# Армено
Армено (итал. Armeno) је насеље у Италији у округу Новара, региону Пијемонт.
Према процени из 2011. у насељу је живело 1627 становника. Насеље се налази на надморској висини од 522 м.

## Становништво
| 1931. | 1936. | 1951. | 1961. | 1971. | 1981. | 1991. | 2001. | 2011. |
| ----- | ----- | ----- | ----- | ----- | ----- | ----- | ----- | ----- |
| 2.697 | 2.584 | 2.290 | 2.160 | 2.082 | 2.165 | 2.166 | 2.187 | 2.201 |